# Pitigliano

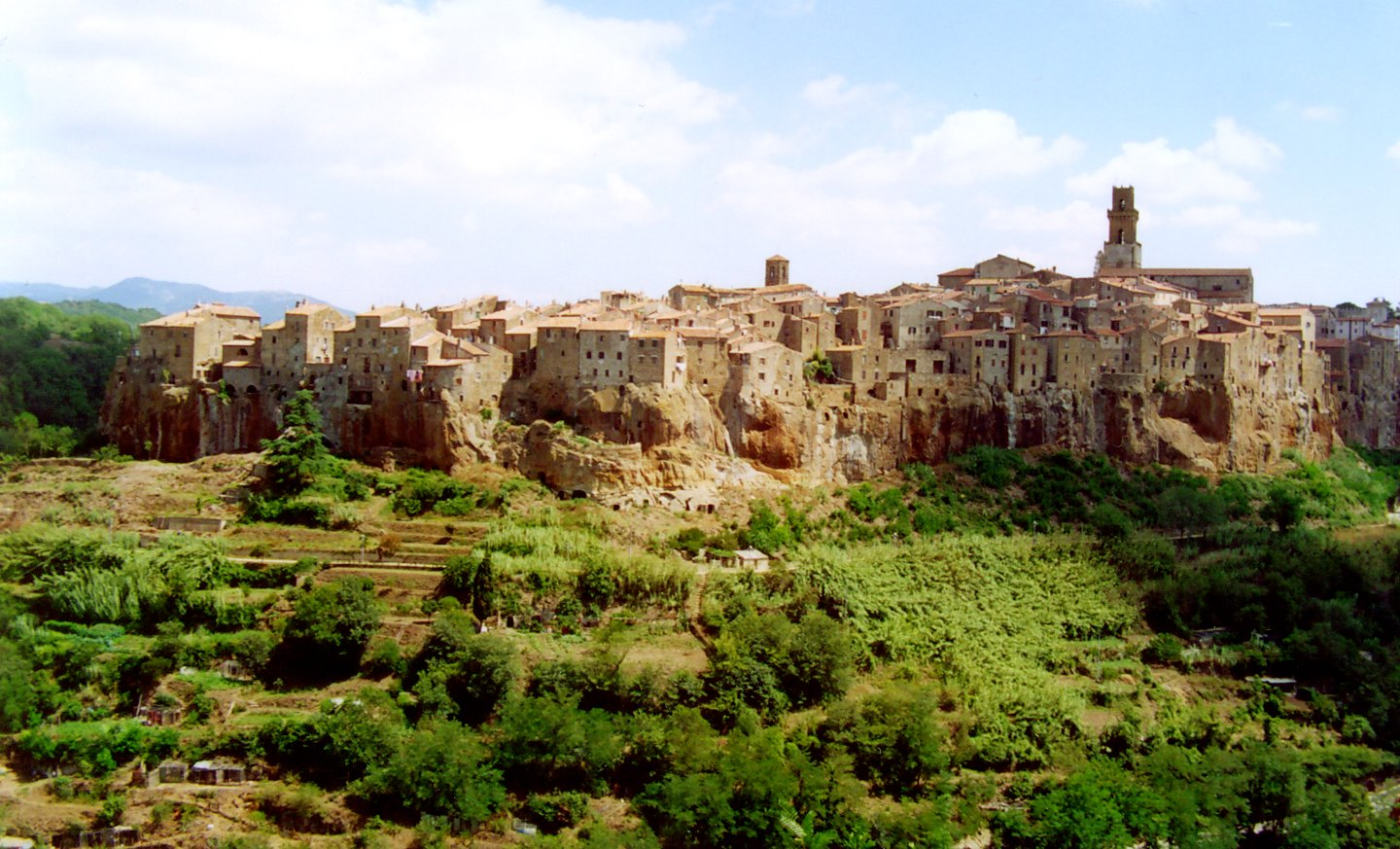
Widok na Pitigliano

Pitigliano – miejscowość i gmina we Włoszech, w regionie Toskania, w prowincji Grosseto.
Według danych na rok 2004 gminę zamieszkiwało 4136 osób, 40,5 os./km².

## Historia
Założone przez Etrusków. W XV wieku osiedliła się tutaj duża grupa Żydów. W czasie rządów Mussoliniego zostali zmuszeni do opuszczenia miasta.

## Zabytki

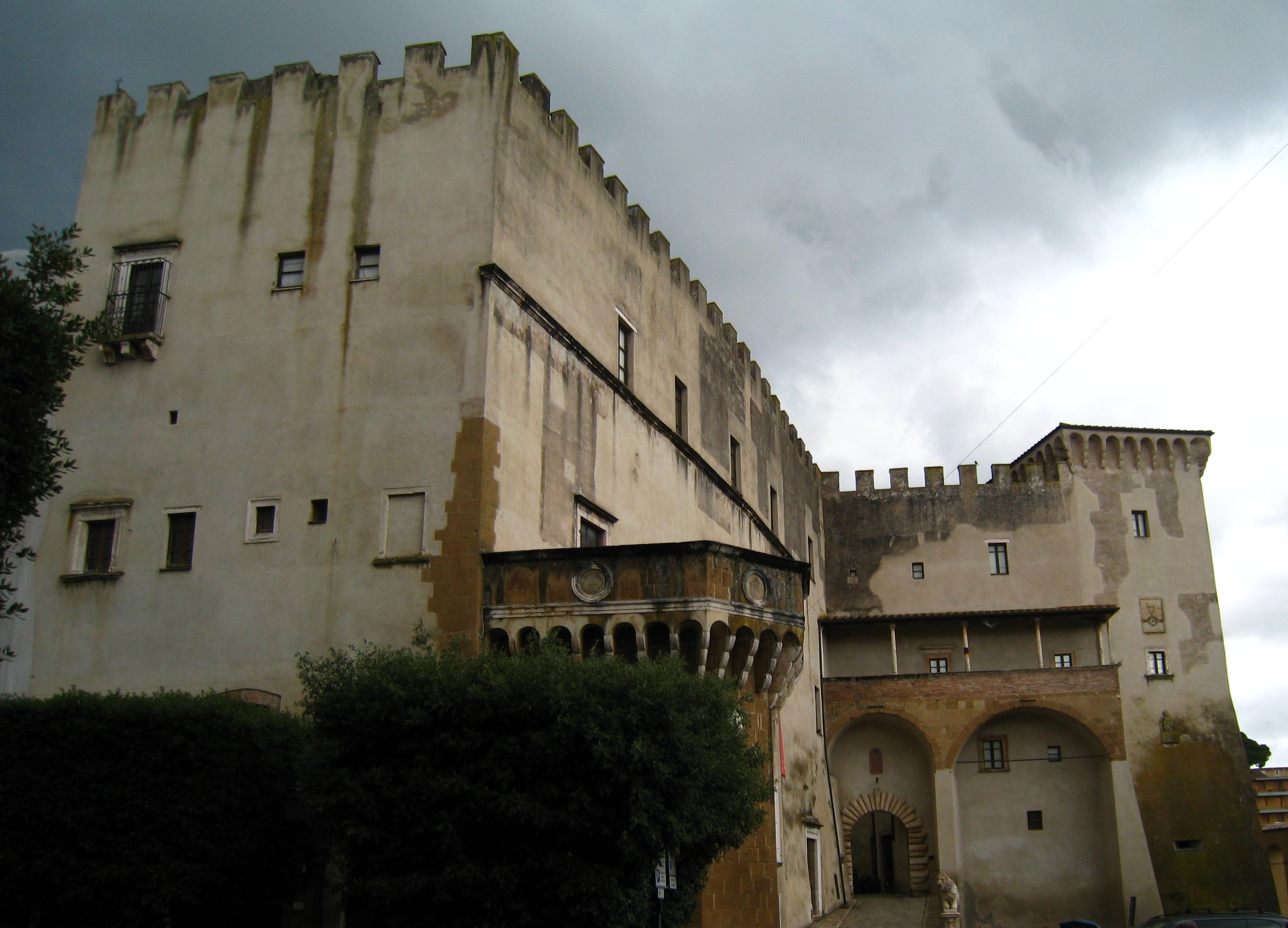
Pałac Orsini

- XIII-wieczny Palazzo Orsini w którym mieści się  Muzeum Archeologiczne z zabytkami etruskimi pochodzącymi z pobliskich stanowisk archeologicznych;
- zachowana zabytkowa zabudowa miasta wraz z murami obronnymi i pozostałościami akweduktu;